# Grup Escolar Collaso i Gil
El Grup Escolar Collaso i Gil és un edifici situat a tocar del monestir de Sant Pau del Camp de Barcelona, catalogat com a bé cultural d'interès local.

## Història

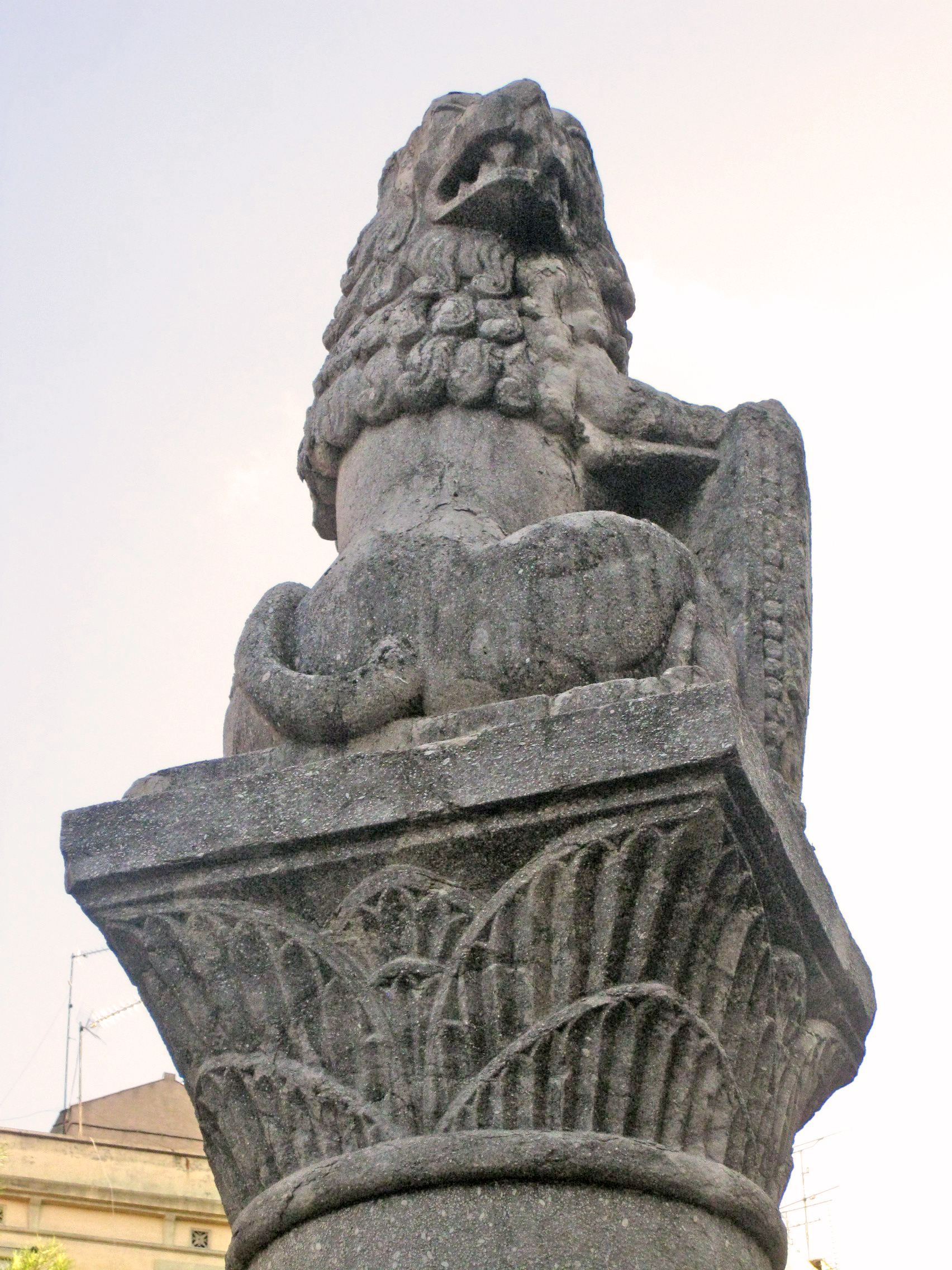
Un dels lleons que flanqueja l'entrada al pati des del carrer

A la seva mort el 1926, Josep Collaso i Gil va deixar un llegat d'un milió de pessetes a l'Ajuntament de Barcelona per a la construcció d'una escola, que s'hauria de fer efectiu en el termini de cinc anys. El 1931, l'arquitecte Josep Goday va projectar-la sobre una part del solar de la caserna de Sant Pau, i es va començar a construir el 6 de març del 1932, posant la primera pedra el llavors president de la Generalitat Francesc Macià. Goday, autor d'un gran nombre d'edificis escolars d'inspiració noucentista, optà per experimentar-hi un nou llenguatge arquitectònic inspirat en edificis de països del centre i el nord d'Europa, on la utilització del maó vist es converteix en un element imprescindible. La decoració escultòrica, del 1933, fou obra del seu amic Pere Jou, a qui havia encarregat uns anys abans el gran escut de la façana de l'edifici de Correus.
L'escola va obrir les portes el 20 d'octubre del 1935 i el seu director fou Lluís Alabart, depurat després de la Guerra Civil. Durant el franquisme, va seguir funcionant però amb separació dels nens de les nens. Amb l'arribada de la democràcia, ha retornat als seus orígens i intenta donar continuïtat al projecte inicial.

## Descripció
És un edifici aïllat i consisteix en un pati seguit d'una planta baixa, tres pisos i un àtic amb terrat. La façana principal es caracteritza per l'aspecte monumental amb l'ús del maó vist. Per sobre de la porxada s'hi articula un únic cos molt homogeni amb un fort component vertical. Contràriament, a la façana lateral s'hi imposa un caràcter més horitzontal, donant una aparença de profunditat latent. Aquestes s'inicien a la planta baixa amb volums diferents de maó vista i per sobre, nombroses alineacions d'obertures senzilles.